# Martiodendron elatum
Martiodendron elatum là một loài thực vật có hoa trong họ Đậu. Loài này được (Ducke) Gleason miêu tả khoa học đầu tiên.